# Hopton Hall
Hopton Hall est une maison de campagne du XVIIIe siècle à Hopton, près de Wirksworth, Derbyshire. Il s'agit d'un bâtiment classé Grade II.

## Histoire
Le manoir de Hopton, anciennement le siège de la famille de Hopton, est acquis par la famille Gell en 1553 par Ralph Gell (1491-1564) qui achète également des terres à Darley Abbey et Rocester .
John Gell est créé baronnet en 1642. La baronnie s'éteint en 1719 et le domaine passe à John Eyre en 1732 via sa mère Katherine Gell, fille du 2e baronnet John Gell, auquel point Eyre ajoute le nom de famille de Gell.
La maison trouve ses origines au XVIe siècle lorsqu'elle est construite par Thomas Gell en tant que manoir à deux étages et trois travées. Il est agrandi et remodelé par Philip Eyre Gell à la fin du XVIIIe siècle. La façade nord de l'entrée comporte trois étages et sept travées, flanquées d'ailes de tour aux toits pyramidaux .
Les membres notables de la famille Gell comprennent le frère cadet de Philip Gell, l'amiral John Gell (amiral) (en) et le fils de Philip, Sir William Gell .
La fille et héritière de Philip Gell épouse William Pole Thornhill, à la mort duquel le domaine est passé à son parent Henry Pole, plus tard connu sous le nom de Henry Chandos-Pole-Gell en 1886.
Le domaine de quelque 3700 acre est démantelé au XXe siècle, une grande partie étant vendue à une régie des eaux pour la création de Carsington Reservoir. La maison elle-même est mise aux enchères en 1889, décédée de la famille .
Le propriétaire actuel est Sir Bill Thomas et sa famille, un ancien vice-président senior de Hewlett-Packard Europe.
La collection de documents de la famille Gell de Hopton Hall est détenue par le Derbyshire Record Office .